# Берд, Чарльз
Чарльз (Карл Николаевич) Берд (англ. Charles Baird, 1766, Шотландия — 10 декабря 1843, Санкт-Петербург, Российская империя) — российский промышленник шотландского происхождения (Charles Baird). Берг-гауптман, первый строитель пароходов на Неве, дядя Эндрю Хэндисайда и Уильяма Хэндисайда.

## Биография
Берд родился в Шотландии, техническое образование получил на Корронском пушечном заводе.
В Россию приехал вместе с Карлом Гаскойном в 1786 году. Гаскойн был приглашён в Санкт-Петербург для усовершенствования Александровского пушечно-литейного завода в Петрозаводске.
Проработав три года помощником Гаскойна, Берд в 1792 году организовал товарищество со своим тестем — петербургским шотландским заводчиком Францем Морганом. Товарищество располагало предприятиями на Галерном острове.
После смерти компаньона Берд стал единоличным хозяином завода. Умело применяя свои знания, с присущей ему энергичностью, он сумел воспользовался обстоятельствами строящегося Петербурга. Товариществу удалось развить незначительное прежде производство завода Моргана на Матисовом острове до больших размеров.
Заводчик умел обращаться с государственными чиновниками. В начале 1817 года Берд пригласил на свой завод министра внутренних дел О. П. Козодавлева, после чего в руководимой О. П. Козодавлевым газете Северная почта вышла публикация с описанием достоинств завода.
Мемуарист Филипп Вигель в описании прогулки на пароходе «Елизавета», упоминает о том, что маршрут прогулки проходил по Неве с посещением завода, затем по Ладожскому озеру:

Жители окрестных деревень толпами высыпали, чтобы полюбоваться невиданным зрелищем: большим дымящимся судном, быстро поднимающимся по реке без парусов и вёсел.— воспоминания Филиппа Вигеля
Во время путешествия семейство Берда развлекало и угощало гостей на борту корабля. Гостями в тот раз были граф М. Виельгорский и влиятельный царедворец Огюст Бетанкур, который впоследствии занял кресло министра путей сообщения.
С 18 февраля 1811 года Берд был пожалован чином обер-гиттенфервальтера 8-го класса с формулировкой за «усиленные и разнообразные труды на пользу мануфактурной промышленности», с правом принять присягу на добровольное вступление в русское подданство, затем Берд был произведён в обер-бергмейстеры 7-го класса, после чего был повышен в чине до берг-гауптмана 6-го класса.
Похоронен на Смоленском лютеранском кладбище (координаты: 59.94832,30.25502 )

### Завод Берда
Завод со временем превратился в одно из лучших литейно-механических предприятий. В номенклатуре завода значились печи для сахарных заводов, коленчатые валы, лопасти и паровые машины. На заводе отливались чугунные конструкции Баболовского дворца.
Первый в России механическо-литейный завод развивался — были построены лесопильный завод, паровая мукомольня, корабельная верфь и другие производства.
За первые тридцать лет XIX века на заводе было изготовлено около 200 паровых машин, 11 из которых были пароходными. Кроме того Чарльз Берд обучал учеников — из числа умеющих писать машинистов, слесарей, кузнецов изготовлению паровых машин. Заводчик в течение пятилетнего срока обучения в дополнение к казённым жалованью и хлебному довольствию добавлял ученикам пособие от 5 до 15 рублей в месяц.
Сын Чарльза Берда — Франц Карлович Берд (28 февраля 1802—1864) был известен такою же преданностью своему делу, как и его отец. При нём завод успешно развивался, но Гутуевский остров был продан промышленнику Д. Е. Бенардаки. Внук Чарльза Джордж был достойным продолжателем династии Бердов. На нём династия закончилась — и завод был продан.
На протяжении всего XIX века завод Берда выполнял значительные заказы империи и самые сложные заказы промышленников.
| Год                                   | Заказ | Примечания                                                                              |
| ------------------------------------- | --- | --------------------------------------------------------------------------------------- |
| 1800                                  | На заводе Берда построена первая паровая машина его конструкции |                                                                                         |
| 1813                                  | Решётка Обводного канала в Кронштадте |                                                                                         |
| 1815                                  | На заводе Берда сооружён первый в России пароход, получивший в истории название как пароход Берда. |                                                                                         |
| 1816                                  | На заводе Берда построен второй пароход. |                                                                                         |
| 1817                                  | Устройство паровых машин при Санкт-Петербургском арсенале | Пожалован орденом Святой Анны 2-й степени                                               |
| Постройка висячих мостов в Петербурге | |                                                                                         |
| 1824                                  | Почтамтский мост |                                                                                         |
| 1824                                  | Пантелеймоновский мост |                                                                                         |
| 1826                                  | Пробные экземпляры сфинксов на Египетском мосту | скульптор П. П. Соколов, впоследствии перенесены на пристань на Каменном острове        |
|                                       | Исправление и устройство машин и станков в Санкт-Петербургском монетном дворе |                                                                                         |
| 1829—1834                             | Сооружение памятника Александру І (Александровской колонны): выполенение барельефов, медных украшений, капители колонны и ангела на вершине монумента                                                           | За выполнение заказа Берду был пожалован орден Святого Владимира 3-й степени            |
| 1835                                  | Отлиты декоративные, чугунные ядра, и лафеты которые лежат сейчас возле Царь-пушки в Кремле. Берд сообщил о полной готовности лафетов, уже окрашенных и приготовленных к отправке в Москву 16 февраля 1835 года |                                                                                         |
| 1846                                  | Николаевский мост Санкт-Петербурга | литейные и кузнечные работы                                                             |
| 1848                                  | Памятник победе в Куликовской битве | По проекту А. П. Брюллова. Отливка, доставка и установка были осуществлены Ф. К. Бердом |
| 1867                                  | Одновальная энергетическая установка мощностью 2170 индикаторных сил и скоростью чуть более 10 узлов | Первый российский фрегат на паровой тяге                                                |
| 1870-е                                | Создание миноносок (минных катеров) |                                                                                         |
| 1870-е                                | Строительство крейсеров для службы на Тихом океане |                                                                                         |
|                                       | Барельефы Исаакиевского собора | Франц Карлович Берд                                                                     |
|                                       | Разводная часть Николаевского моста | Франц Карлович Берд                                                                     |

На этом заводе изготовлялось большое количество металлоконструкций для петербургских мостов и зданий, фонари, ограды, детали декора, рельефы, скульптура (в том числе заказы для нового здания Главного Адмиралтейства, для зданий Сената и Синода, Казанского и Исаакиевского собора, по устройству городского водопровода, Тульского оружейного завода, Шлиссельбургских шлюзов, устройства для обточки стекла по заказу Императорского стекольного завода и многие сложные по тем временам механизмы).
В 1881 наследники Берда продали завод анонимному акционерному обществу Франко-Русских заводов (Фольгопрокатный завод).
Со временем этот завод вошёл в состав «Адмиралтейских верфей».

### Первый пароход Берда
В 1817 году Берд получил привилегию на строительство частных паровых судов в европейской части России. По сути, Берд стал контролировать всё частное паровое судостроение империи
Первое российское паровое судно, родоначальник первых русских пароходов (в те годы их называли на английский манер «стимботы» или «пироскафы») было построено в 1815 году на заводе Чарльза Берда. Это судно под именем «Елизавета» было спущено на воду при большом стечении народа и в присутствии членов августейшей фамилии.
Пароход представлял собой копию так называемой тихвинской лодки и имел длину 18,3 метра, ширину 4,57 метра и осадку 0,61 метра. В трюме судна была установлена балансирная паровая машина Джеймса Уатта мощностью в четыре лошадиные силы и частотой вращения вала 40 оборотов в минуту. Машина приводила в действие бортовые колёса диаметром 2,4 метра и шириной 1,2 метра, имевшие по шесть лопастей. Однотопочный паровой котёл отапливался дровами. Над палубой судна возвышалась кирпичная дымовая труба (это было данью заблуждению, что трубы по аналогии с печами должны изготавливаться из кирпича). Впоследствии трубу заменили на металлическую трубу высотой 7,62 метра, которая могла нести на себе парус при попутном ветре. Скорость парохода достигала 10,7 км/час (5,8 узла).
Испытания стимбота «Елизавета» проходили при стечении народа в пруду Таврического дворца. На них корабль продемонстрировал хорошие ходовые качества.
Первый регулярный рейс первого отечественного стимбота (парового бота) состоялся 3 ноября 1815 года в 6 часов 55 минут. Маршрут первого рейса пролегал из Санкт-Петербурга в Кронштадт. Командир Кронштадтского порта приказывал состязаться с пароходом лучшему гребному катеру, который, уступая в скорости, временами догонял пароход, а иногда перегонял и даже приставал к судну. В 7 часов паровой бот прошёл Петербургскую брандвахту, и в 10 часов 15 минут прибыл в Кронштадт. На преодоление пути было затрачено 3 часа 15 минут, средняя скорость составила 9,3 километра в час. Пароход, взяв на борт пассажиров, в 13 часов 15 минут отправился в Санкт-Петербург.
Из-за ухудшения погоды обратный рейс занял 5 часов 22 минуты. После проведения успешных испытаний Чарльз Берд получил ряд выгодных правительственных заказов.
Этот рейс и само судно, под псевдонимом «Морской офицер», подробно описал П. И. Рикорд в журнале «Сын Отечества» за ноябрь 1815 года. Тот же Рикорд (впоследствии адмирал), впервые использовал вместо английского названия паровых судов «стимбот» русский термин «пароход». Показав хорошие ходовые качества на испытаниях, пароход «Елизавета» стал ходить по Неве и Финскому заливу со скоростью до 5,3 узла.

### Пароходство Берда
В 1815 году Берд создал новое пароходство на Неве и долгое время был единственным хозяином парового сообщения по Неве и её рукавам, а также между Петербургом и Кронштадтом. Пароходы Берда занимались как пассажирскими, так и грузовыми перевозками. Конкуренция между парусными судами и пароходами продолжалась недолго — использование пароходов было намного удобнее и быстрее, таким образом почти все перевозки оказались в руках Берда. Он за короткий срок настроил множество транспортных судов, и на них буксировал товар из Кронштадта в Петербург и обратно, благодаря чему нажил громадное состояние.
В 1816 году был спущен на воду второй пароход улучшенной конструкции с машинной мощностью 16 лошадиных сил. Начиная с навигации 1817 года регулярные пассажирские рейсы стали совершаться по два раза в день.
Впоследствии работы по созданию пароходной флотилии продолжились, и к 1820 году на линии Берда Санкт-Петербург — Кронштадт ходили четыре парохода. Увеличилась мощность паровых машин, на двух пароходах работали паровые машины в 35 л. с., один пароход имел мощность 25 л. с. и один пароход — 12 л. с.
Кроме того он наладил пароходное сообщение между столицей и Ревелем, Ригой и другими городами. Кроме того, Чарльз Берд владел речным пароходостроением по всей России. К примеру, обладание десятилетней привилегией давало ему право на монопольное строительство судов для Волги: никакое частное лицо без разрешения Берда не имело возможности строить свои пароходы или делать их на заказ.

Имя Берда стало символом успеха, появилась поговорка: на вопрос
 — «Как дела?»
петербуржцы отвечали:
 — «Как у Берда, только труба пониже, да дым пожиже»— 
К 1820 году по рекам России уже ходили или были готовы к спуску 15 пароходов, а к 1835 году в России было 52 парохода. Исключительная императорская привилегия принадлежала Берду до 1843 года — только этот завод занимался строительством и эксплуатацией паровых судов в России.